# 別茲佩奇納 (丘德尼夫區)
49°46′46″N 28°1′31″E / 49.77944°N 28.02528°E
別茲佩奇納（烏克蘭語：Безпечна）是位於烏克蘭北部日托米爾州裏別爾季切夫區的村莊，面積1.92平方公里，海拔高度294米，2001年人口419，人口密度每平方公里218.23人。